# Jean-Pierre Réginal
 (août 2013).

Jean-Pierre Réginal est un auteur-compositeur-interprète français. 

## Biographie
Il enregistre son premier 45 tours, Les mots s'en vont, en 1969 en Belgique, sous le label « Sélection Records ».
En 1972, il écrit la musique d’un feuilleton en 26 épisodes, Le Fils du ciel, pour la Première chaîne de l'ORTF. 
Il signe un titre comme auteur dans l’album d’Annie Cordy Annie Cordy – Hé hé, c’est chouette, paru en 1973, sur une musique de Bob Castel : Super marché. 
Après plusieurs 45 tours, sort son premier album en 1975, toujours sous le label « Sélection Records ».
Son deuxième album, sorti en 1978, est enregistré sous la direction de François Rauber (ami et compositeur de Jacques Brel, Anne Sylvestre, entre autres) et inclut La Chansonnette et la reprise de Les Mots s’en vont ; chez « Musidisc », label « Festival ». 
Son séjour de plusieurs semaines au cabaret parisien « Les Petits Pavés » lui vaut des commentaires élogieux dans la presse parisienne unanime, dont un article dans Le Matin de Paris sous la plume de Richard Cannavo. 
Il signe ensuite sous le label « Gérard Meys » ; l’album Un coup de grisou dans le cœur (1981), orchestré par Alain Goraguer obtient un succès d’estime. Il fait alors de nombreuses scènes, festivals et tournées, avec Annie Cordy, Les Parisiennes, Sim et de nombreuses premières parties ou partage des scènes avec Claude Nougaro, Nicoletta, Marcel Amont, Alain Barrière…  
L’année 1985 voit la sortie du 45 tours J'ai froid partout (label « Romane Disques ») et, pendant tout le mois de décembre, il assure la première partie des récitals de Cora Vaucaire au « Théâtre de Paris ». Jean-Pierre Réginal devient un « abonné » de la scène du cabaret parisien « L’Écume », dans le 14e arrondissement, dont il fait la fermeture en 1986. Il se partage entre scènes françaises et étrangères, particulièrement en Allemagne, puis au Danemark, où il donne des concerts et développe des ateliers-chanson, dont le succès ira grandissant. Il s’exporte aussi en Belgique, en Suisse, et jusqu’en Afrique du Nord et Afrique Noire. 
En 1988, sort son premier CD, reprise du 33 tours « Festival ». Il rechante tous les titres sur les orchestrations originales de François Rauber qui en assure un nouveau mixage. Ce disque est largement diffusé sur les ondes de Radio France qui redécouvre La Chansonnette ; il passe aussi à la télévision chez Pascal Sevran.
En 1992, sort son deuxième CD, comprenant 4 titres, dont Le Calendrier révolutionnaire (label « Romane Disques »). Invité par le fantaisiste Sim à venir chanter dans l’émission Tous à la une, animée sur TF1 par Patrick Sabatier, il remplit « L’Aktéon Théâtre » pendant deux mois. France Bleu est partenaire de l'opération. 
Il enregistre également deux titres dans un CD collectif en 1996, pendant son concert au « Festival d’Artigues » : Dubois et Dupuis et Comme une araignée. 
Invité par la Radio sarroise pour une série de concerts en 2010, il y enregistre son troisième CD, piano voix en public, avec une reprise de ses chansons Les Mots s'en vont et Ma mère m'a dit.
Son quatrième CD, orchestré par Jean-Luc Arramy, Fragile accalmie, sort en 2010 avec une série de concerts au « Forum Léo Ferré », lieu phare de la chanson d’auteur, et au théâtre « Les Rendez-vous d'Ailleurs » à Paris 20e, avec quelques titres comme Dans l'entre-deux ou Madame Alice. 
Le 13 septembre 2014, il est la tête d'affiche de la première édition du festival « Chanson j'écris ton nom » à Paris, organisé à « L'Auguste Théâtre », aux côtés de Jann Halexander, Bertrand Ferrier, Pascale Locquin, Clémence Savelli, Nicolas Duclos et Pascal Olivese. 
Son nouveau CD de 13 titres, Égarements, sort au printemps 2017, sur des arrangements de Jean-Luc Arramy, sous le label « Romane disques », et est inauguré en public au « Forum Léo Ferré ». 
Il continue à pratiquer la scène et à collaborer à la promotion de la langue française en Allemagne et au Danemark, sous la forme de concerts et d'ateliers-chanson.

## Discographie

### CD
1989 : CD + cassette (Orchestr. François Rauber, Romane Disques) – Mêmes titres que le 33 t Festival de 1978, ré-enregistrés et re-mixés
1996 : sur CD « Collectif live » (Notes en Bulles) – Comme une araignée / Dubois et Dupuis